# 被爆
被爆（ひばく）とは、爆撃によって被害を受けること、及び原子爆弾や水素爆弾で被害を受けることである。

## 原爆被爆

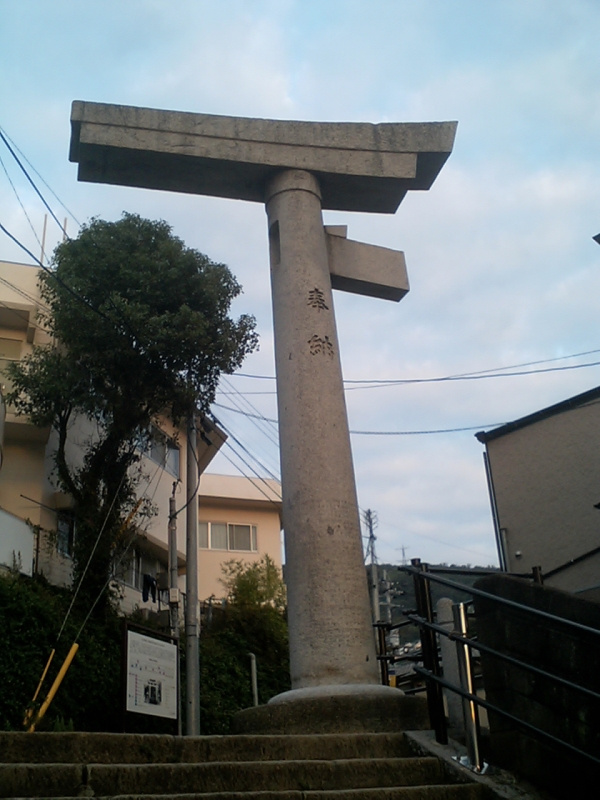
被爆鳥居（山王神社）

被爆を、原子爆弾や水素爆弾による被害に用いるのは、原爆被爆、水爆被爆の略である。被爆した人間を被爆者という。また被爆した建造物は被爆建造物、被爆した物については被爆◯◯（◯◯部分には右写真「鳥居」のように呼称が入る）、と言われる。

### 被爆者健康手帳
1994年（平成6年）に定め、試行された厚生労働省の被爆者手帳の交付要件及び原子爆弾被爆者に対する援護に関する法律（通称「被爆者援護法」）に基づき交付される手帳。以前は、原爆症として実際に症状がある者のみが認定されていたが、現在は、原爆での被爆は大きく分けて直接被爆、間接被爆、被爆者の救護、死体処理を行い放射能の影響を受けること、前3項の該当者の胎児の4種類が定められ、直接被爆によって死亡した者から14日後に爆心地より2km以内に1歩でも踏み入れた者及びその胎児まで幅広く被爆者と認められるようになった。原爆により発生した健康健康被害については原爆症として別途定めている。
直接被爆は、原子爆弾が爆発した当時に爆心地付近にいて、原子爆弾による被害を受けた場合に使われる。建物の影などにいて直接光線や熱線を浴びていなくても、放射線は建造物を通過するので、この場合も直接被爆という。一次被爆ともいう。
間接被爆は、原子爆弾の爆発後、救護などのために爆心地付近に出入りしたために、放射能を帯びた付近の土壌や、放射性降下物（黒い雨や死の灰など）によって間接的に原子爆弾の被害を受けることをいう。間接被爆は直接、爆弾による攻撃を受けたわけではないが、この場合も被爆という。二次被爆ともいう。
入市被爆は、原子爆弾が投下されてから2週間以内に、救援活動、医療活動、親族探し等のために、広島市内または長崎市内の爆心地から約2kmの区域内に立ち入った者に認定される。

## 被爆と戦争被害
冒頭に記述した通り、核攻撃による被害という側面が強調されるが、航空機からやミサイルなど空を飛ぶ兵器の利用が始まって以来、世界各地で被爆による被害者は生まれている。

## 被爆と被曝
核実験や原子力事故で放射能・放射線に晒されることを被曝という。
日本では原爆による放射線障害や単語が類似する点から混同されがちだが、意味が違うので注意されたい。

## 被爆をテーマにした作品

### その他の作品
- 「第五福竜丸」（1959年 〈昭和34年〉、近代映画協会=新世紀映画）
- 「明日の神話」（1969年〈昭和44年〉、岡本太郎）